# Heart & Soul (Johnny Adams)
Heart & Soul è l'album di debutto del cantante statunitense Johnny Adams, pubblicato nel 1969 dalla SSS International Records. Il disco consiste in una compilation di brani già messi in commercio come singoli.

## Tracce
Lato 1
1. Georgia Morning Dew - 3:25 (Lewis, Smith)
2. In a Moment of Weakness - 2:35 (Martin, Keith)
3. Real Live Living Hurtin' Man - 3:10 (Lewis, Smith)
4. Lonely Man - 2:37 (Adams, Rabinack)
5. I Won't Cry - 2:17 (LaBostrie, Ruffino)
6. Release Me - 2:46 (Williams, Miller, Yount)

Lato 2
1. Proud Woman - 2:40 (Burch, Gibbs)
2. I Can't Be All Bad - 3:04 (Lewis, Smith)
3. A Losing Battle - 2:23 (Dauenhauer, Rebennack)
4. Living on Your Love - 1:45 (Hill, Koechner)
5. Reconsider Me - 3:50 (Lewis, Smith)